# Qualcomm Atheros
Qualcomm Atheros (früher nur Atheros) ist eine US-amerikanische Tochtergesellschaft von Qualcomm und entwickelt Chipsätze für Funkanwendungen, wie WLAN, Bluetooth, PLC, UKW-Rundfunk und GPS, sowie Kombichips. Auch Chips für Ethernet und Glasfaser sind im Programm.
Das Unternehmen wurde 1998 von Teresa H. Meng, einer Professorin der Stanford University, gemeinsam mit Chik Patrick Yue und John LeRoy Hennessy gegründet. 2004 ging Atheros an die Börse. Im Mai 2011 übernahm Qualcomm die Firma für 3,1 Milliarden US-Dollar.

## Unterstützung von Open-Source-Software
Atheros gab früher keine Dokumentation für seine Chips heraus, was es schwer machte, Treiber dafür zu entwickeln. Dadurch war die Treiberunterstützung unter Linux schlecht. Durch Reverse Engineering der Binärtreiber von FreeBSD wurde der Treiber MadWifi entwickelt, aus dem ath5k hervorging, der schließlich in den Linuxkernel aufgenommen wurde.
Im Juli 2008 änderte Atheros seine Politik und stellte zwei Entwickler ein, die den offenen Treiber ath9k für Linux entwickelten. 2013 wurde auch die Firmware von zwei WLAN-Chipsätzen freigegeben.